# Kingsmeadow
Kingsmeadow é um estádio de futebol localizado no distrito de Kingston upon Thames, na Grande Londres, com capacidade para 4.850 espectadores. As equipes feminina e juvenis do Chelsea Football Club atualmente utilizam o estádio como mandantes. O AFC Wimbledon e o Kingstonian também mandavam as suas partidas no estádio.

## História
O estádio foi a casa do Kingstonian a partir de 1989, quando o time construiu todo o complexo no local após a venda do antigo campo de Richmond Road. O Kingstonian inaugurou o estádio com um amistoso contra o Queens Park Rangers. Após o rebaixamento da Conferência, o Kingstonian entrou em administração financeira e tanto o clube quanto o campo foram comprados por Rajesh Khosla e seu filho Anup.
O AFC Wimbledon jogou no estádio desde sua fundação em 2002 até sua mudança para um novo estádio em Plough Lane em 2020; o Wimbledon FC se mudou para Milton Keynes em setembro de 2003, tornando-se Milton Keynes Dons em junho de 2004. Na época, o AFC Wimbledon estava na Combined Counties Football League, mas chegou à Football League One em 2016.
Após uma temporada como inquilino dos Khoslas, o AFC Wimbledon se comprometeu a comprar o arrendamento do campo. Os proprietários do clube, o Dons Trust, lançaram uma emissão de ações para financiar a compra, que foi fechada no verão seguinte. Posteriormente, o clube conseguiu um empréstimo comercial para saldar a dívida restante com os Khoslas. Ao assumir o controle do campo, seu nome foi alterado para Fans' Stadium, que continua sendo o apelido do campo até hoje.

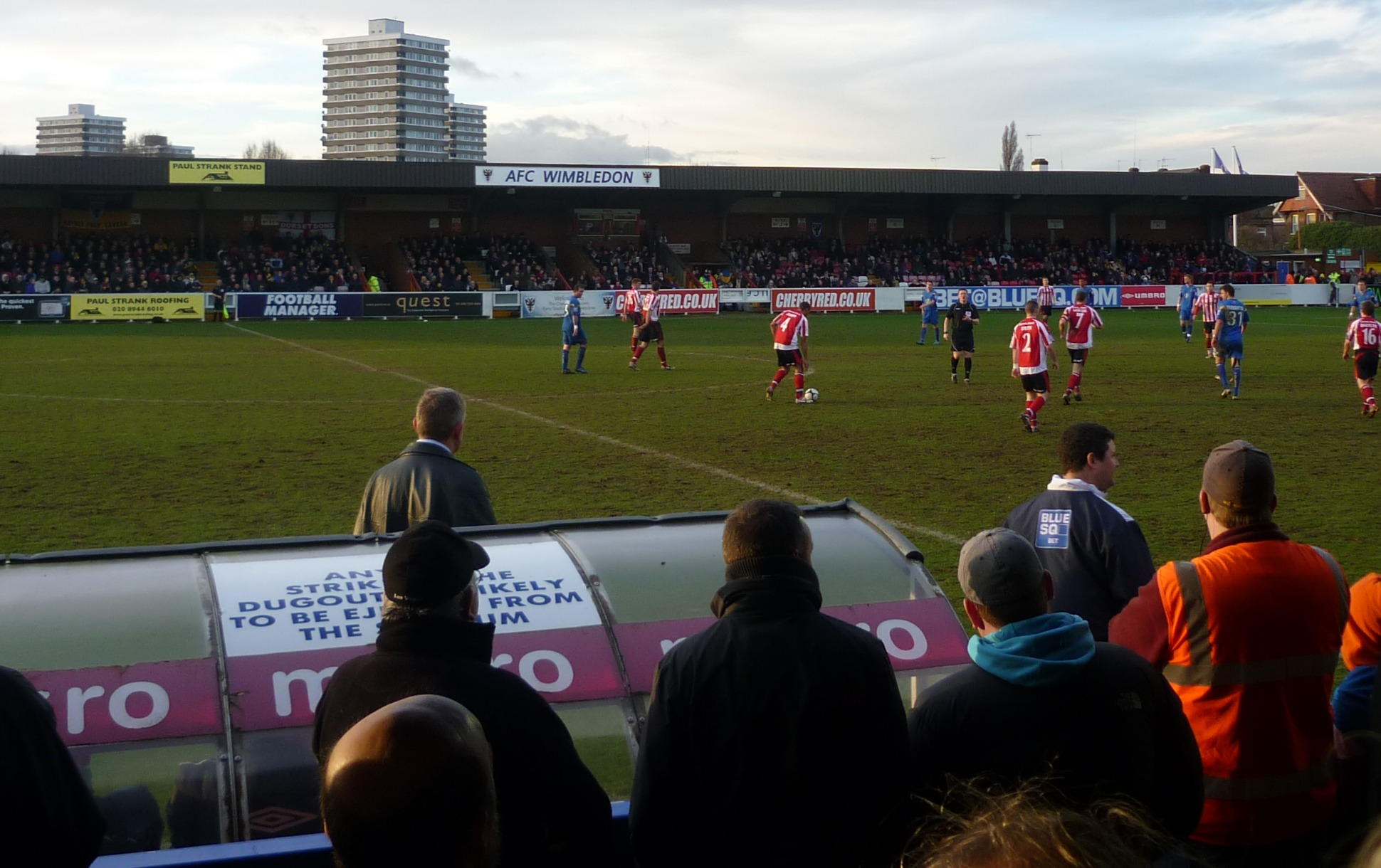
Kingsmeadow em 2011

Em novembro de 2015, os torcedores do AFC Wimbledon apoiaram uma proposta de venda do campo para o Chelsea, que estava interessado em usar o campo para suas equipes juvenis e femininas. A venda foi extremamente prejudicial para o Kingstonian, que não pôde jogar em um campo que agora era muito grande e caro para um time de fora da liga e sobre o qual não tinha mais controle.  O Kingstonian começou a dividir o campo com o Leatherhead em 2017-8, e depois se mudou para o King George's Field em Tolworth, dividindo-o com o Corinthian-Casuals. a partir da temporada 2018-19.
O Kingsmeadow se tornou a nova casa do Chelsea Women, começando com a temporada 2017-18 da FA WSL. O AFC Wimbledon trocou o Kingsmeadow pelo novo estádio Plough Lane em maio de 2020.

## Propriedade

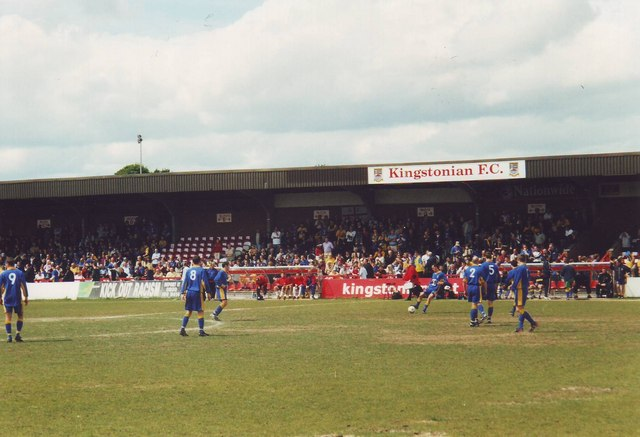
Kingsmeadow em 2003.

A propriedade do local é do Conselho de Kingston. O arrendamento, que protege o local para o time de futebol do bairro, era originalmente de propriedade da Kingstonian. Depois que o Kingstonian entrou na administração para evitar a falência e perdeu o contrato de arrendamento de Kingsmeadow em outubro de 2001, ele foi cedido em abril de 2002 pelos administradores a um promotor imobiliário, Rajesh Khosla, que também era proprietário do clube na época. Em junho de 2003, ele vendeu o contrato de aluguel para o AFC Wimbledon, que na época já era sublocatário do campo. O Kingstonian conseguiu um contrato de sublocação de 25 anos com o AFC Wimbledon, com as cláusulas de interrupção habituais. Os dois clubes então mantiveram um acordo de compartilhamento do estádio até 2017, com o Kingstonian recebendo preferencialmente termos de aluguel mais baratos. O campo passou por várias melhorias estruturais e expansão durante esse período.

Atualmente, o arrendamento do campo é de propriedade do Chelsea, que o comprou do AFC Wimbledon em 2015, a fim de usá-lo para suas equipes femininas e juvenis. O Chelsea Women mudou-se para lá no início da temporada 2017-18 da FA WSL 1.